# Pied d'arbre

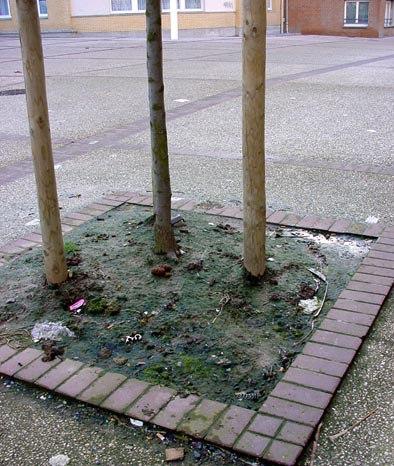
Un pied d'arbre intraurbain, sur sol dégradé par la présence de microdéchets, excréments animaux et verdi par une couche d'algues et de bactéries cyanophycées, bioindicatrice de la présence probable de nitrates en excès.

Un pied d'arbre ou tour d'arbre est dans le domaine de l'urbanisme, du paysagisme et du mobilier urbain la zone qui au sol entoure le tronc d'un arbre. La qualité et profondeur de son sol est importante pour la durée de vie et la croissance de l'arbre. C'est l'un des éléments de la nature en ville et du décor urbain. Il est parfois matérialisé et protégé par une bordure, des piquets, une petite clôture, etc. 

## Dans la trame verte urbaine
Les continuités écologiques prennent aussi appui, notamment dans les milieux très urbanisés, sur la biodiversité dite ordinaire. Elles peuvent dans une certaine mesure être déclinées en milieu urbain, grâce aux arbres notamment et aux pieds d'arbres,. Éléments essentiels de cette infrastructure, les aires protégées sont l’un des outils importants de conservation de la biodiversité tant au niveau national, européen qu’international. Les espaces protégés doivent donc être en nombre suffisant, représentatifs des différents milieux et efficacement gérés. Le pied d'arbre peut abriter des végétaux ou autres espèces à prendre en compte dans l'inventaire de la biodiversité.

## Des micro-milieux vulnérables

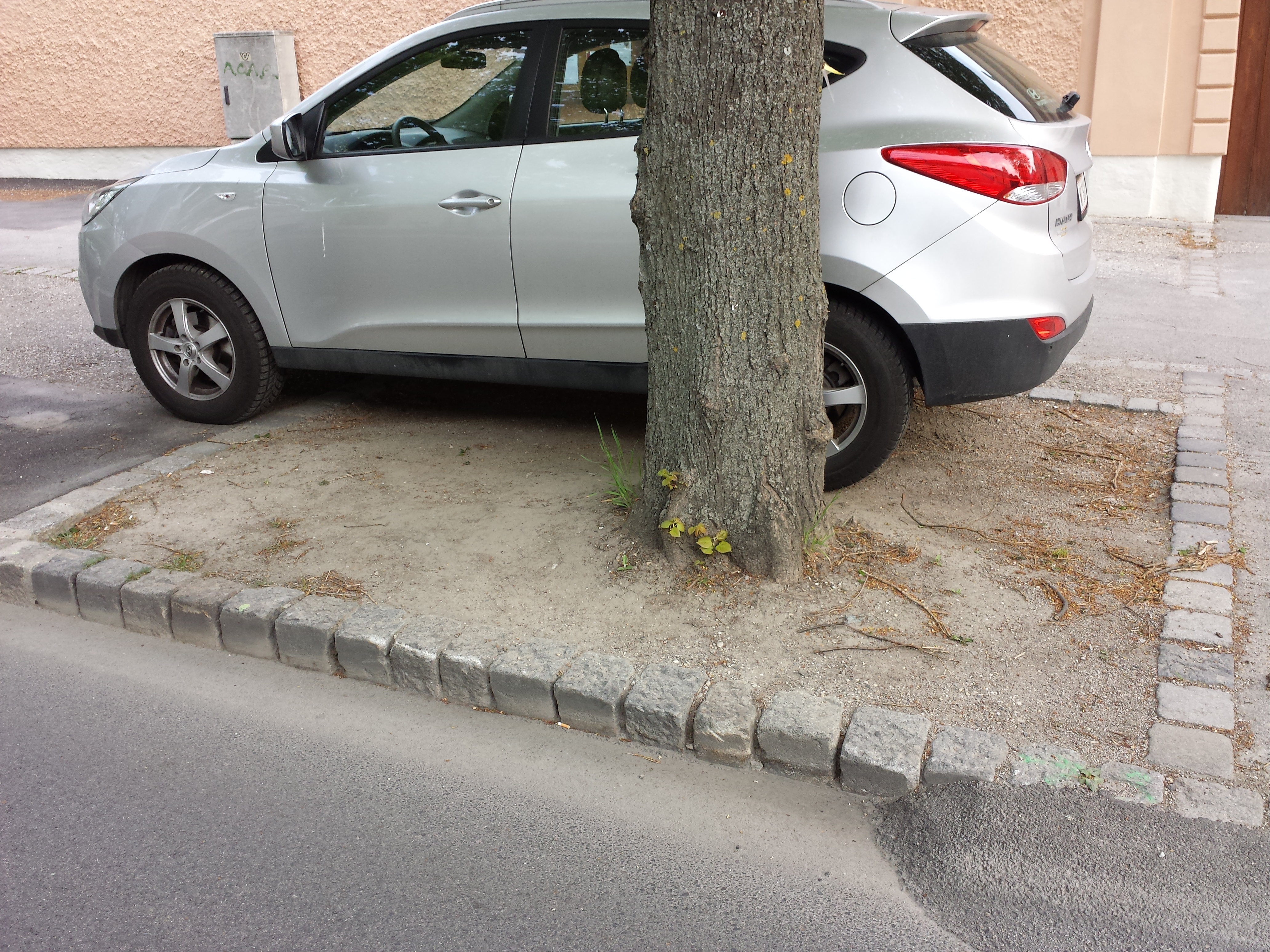
Pied d'arbre urbain non protégé
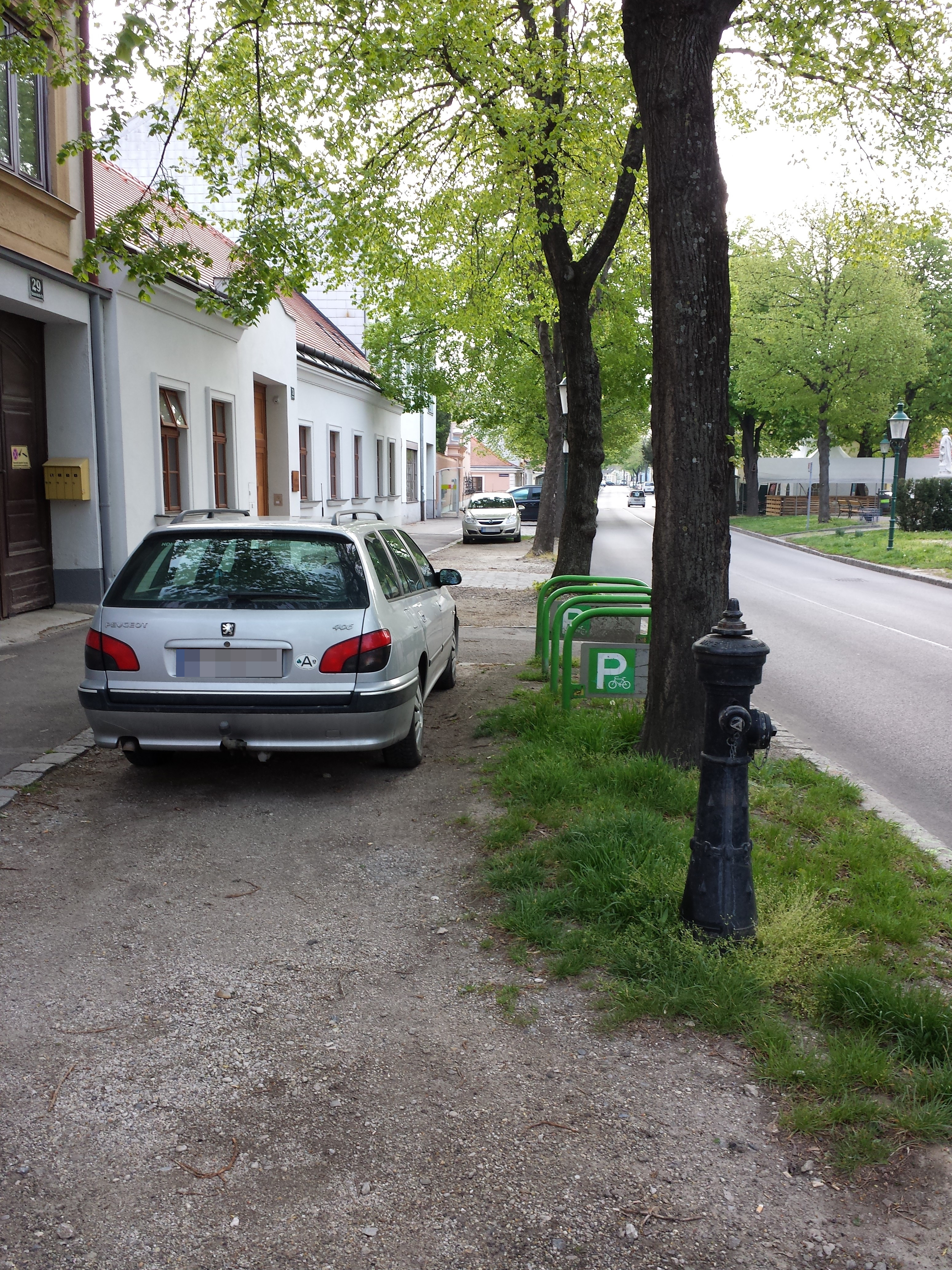
Pied d'arbre urbain non protégé

## Exemples d'aménagements

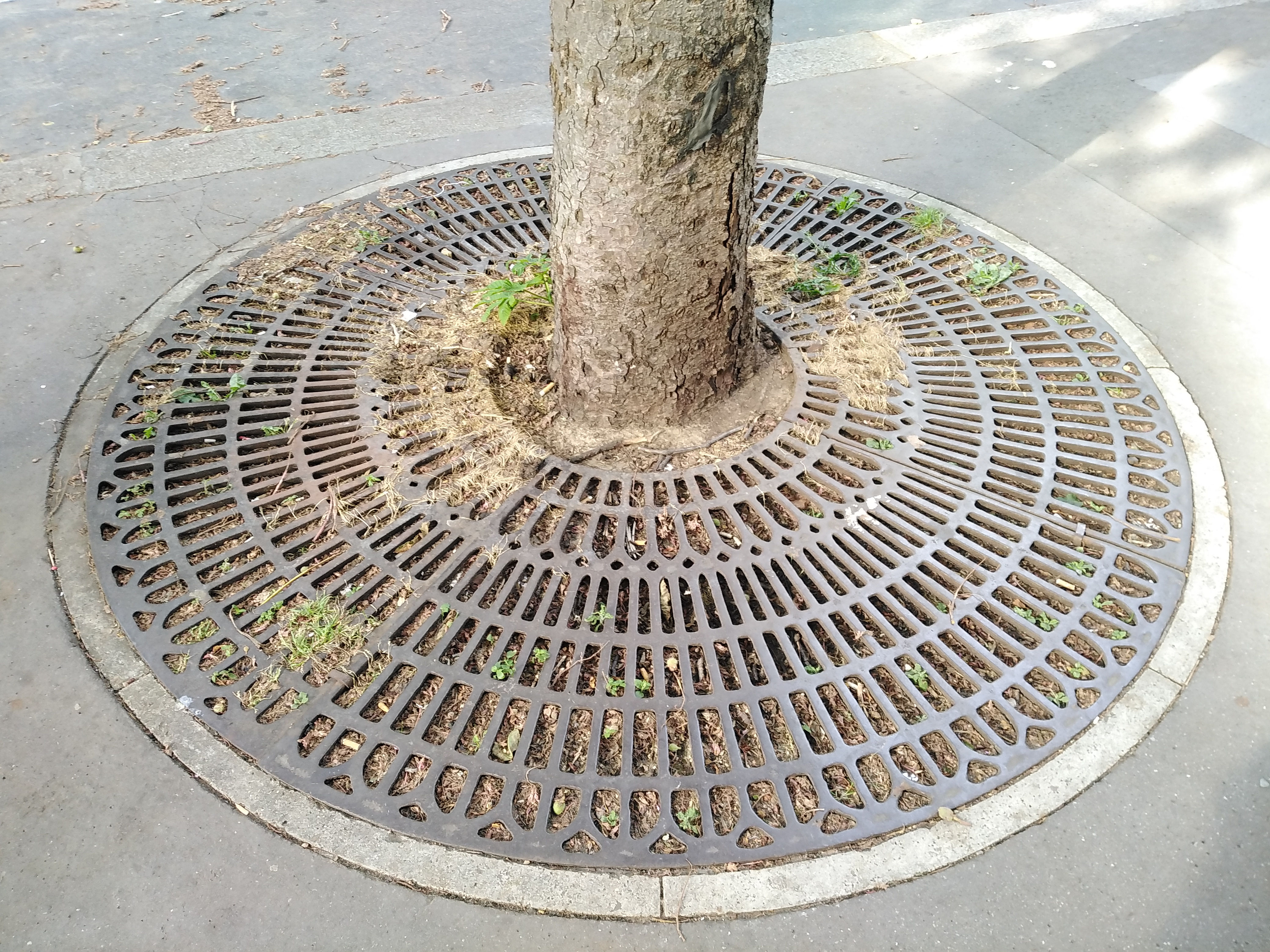
Grille d'arbre de style haussmannien (Paris).
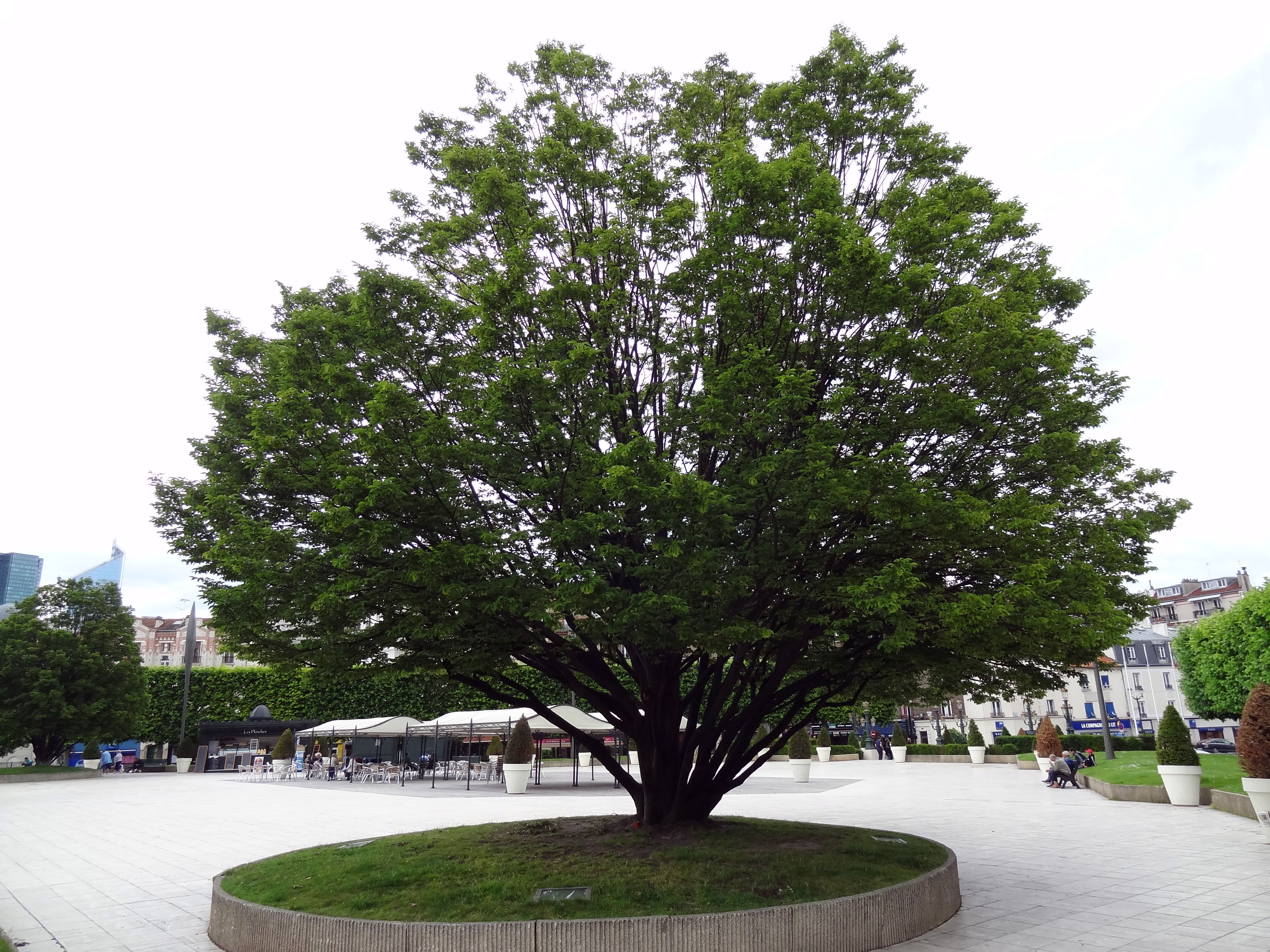
Mairie de Puteaux.
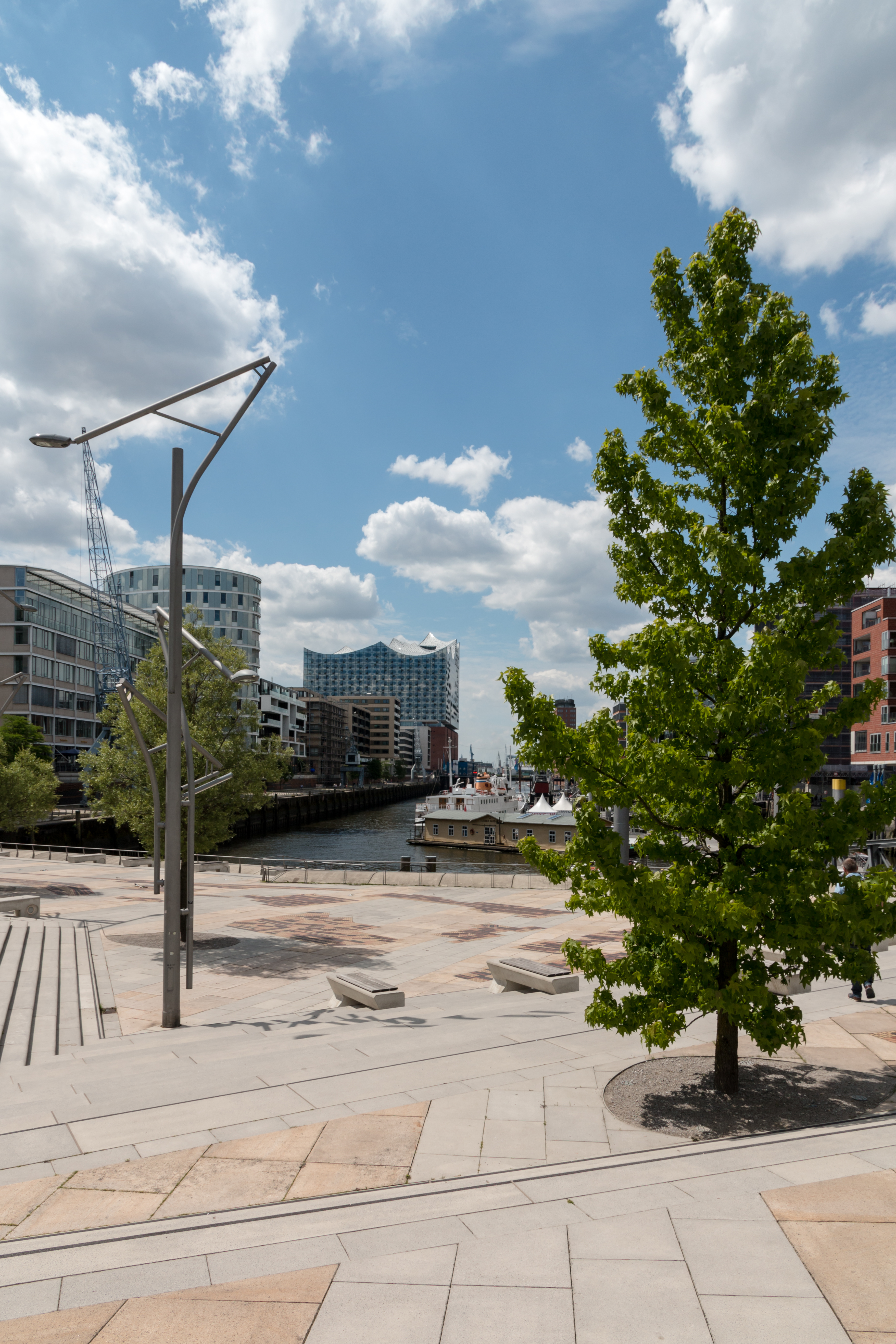
HafenCity (Hamburg).
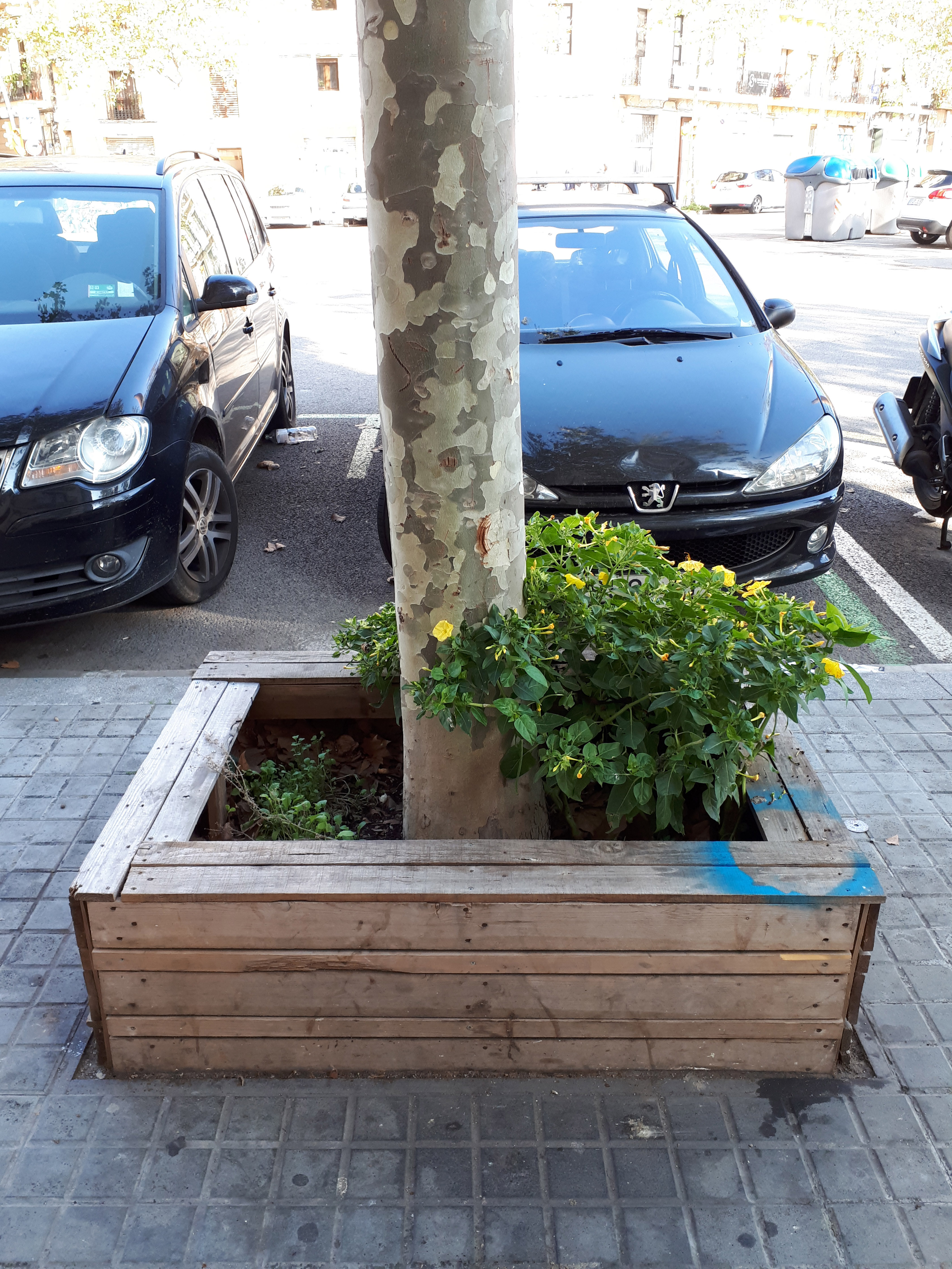
Siège en pied d'arbre (Barcelone).
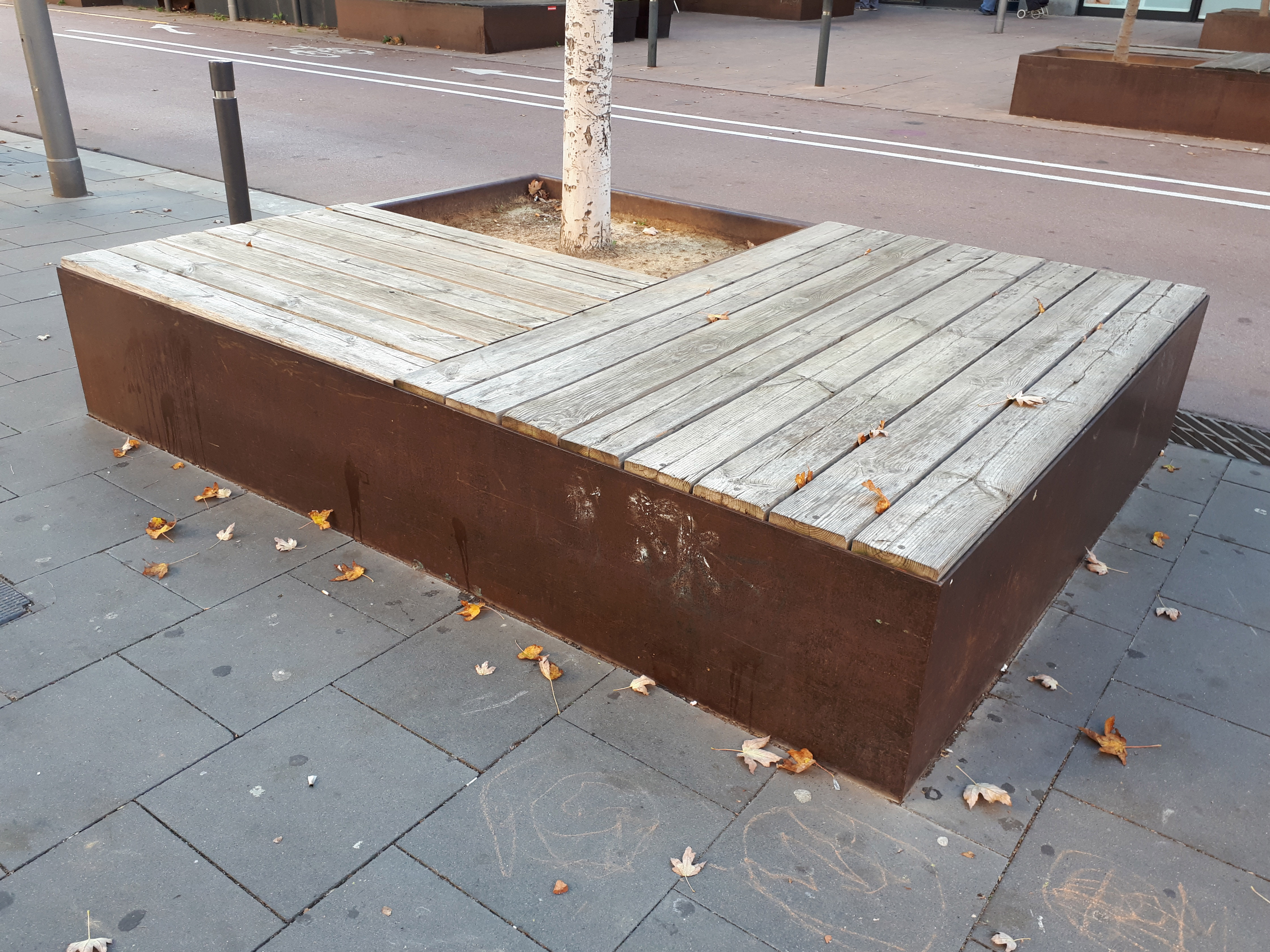
Sièges en pied d'arbre (Barcelone).
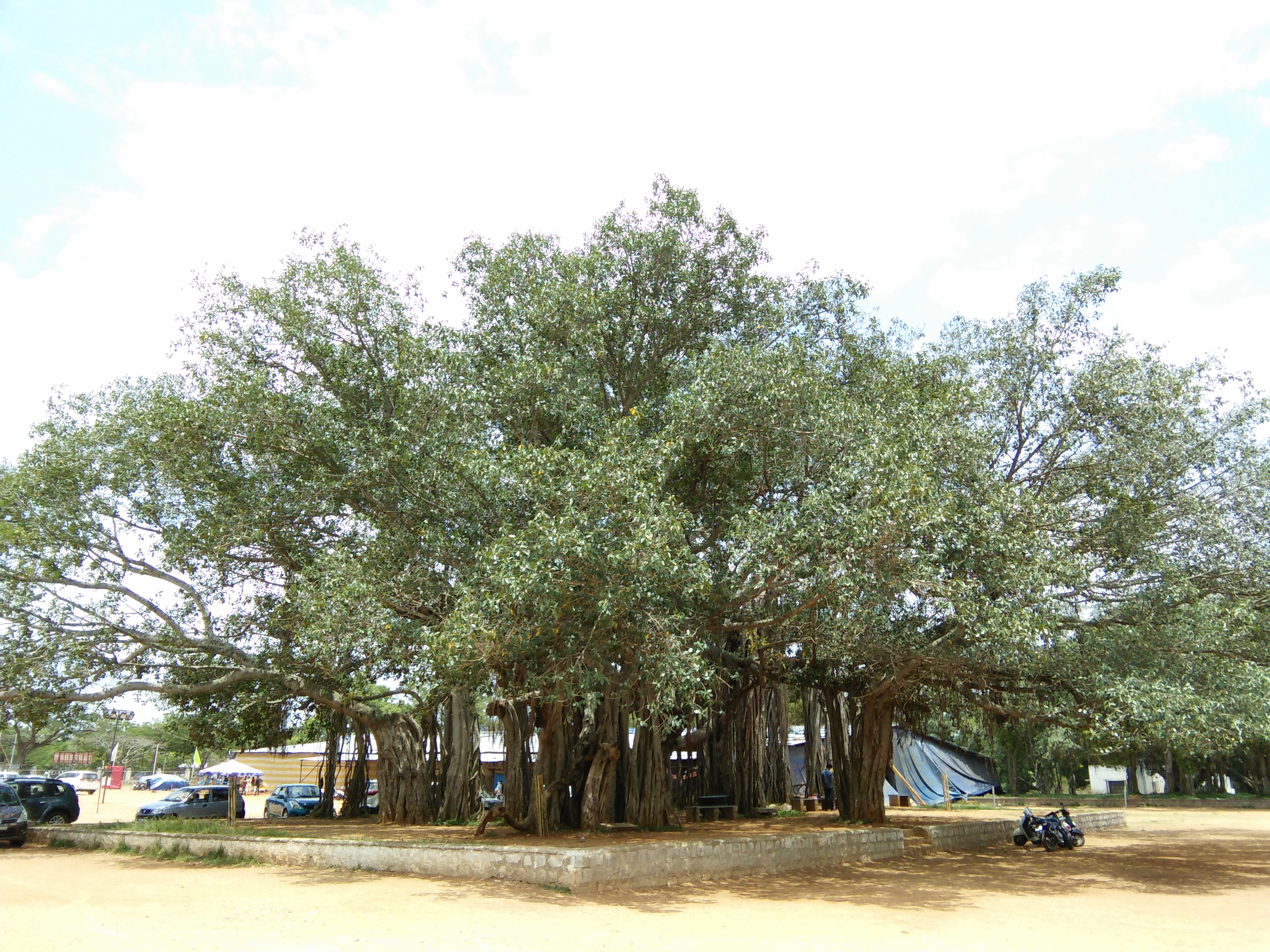
Banyan (Mysore).
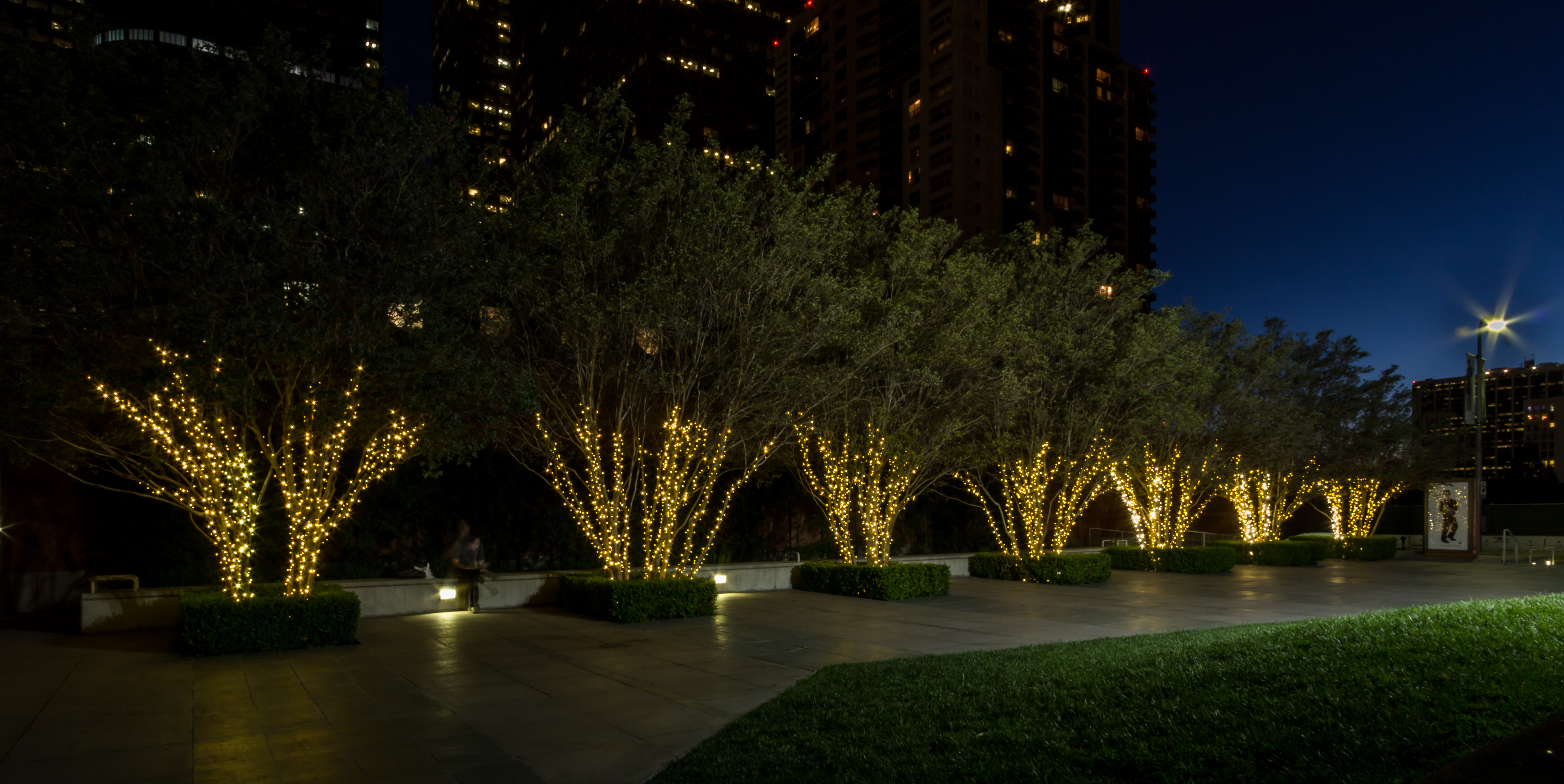
South Olive Street (Los Angeles).